# Alfredo Mejía
Alfredo Antonio Mejía Escobar (ur. 3 kwietnia 1990 w El Negrito) – piłkarz honduraski grający na pozycji defensywnego pomocnika.

## Kariera klubowa
Alfredo Mejía jest wychowankiem klubu Real España. Następnie w swojej karierze występował w takich klubach jak: CD Motagua, CD Marathón, APS Panthrakikos ponownie CD Marathón i AO Ksanti.

## Kariera reprezentacyjna
W reprezentacji Hondurasu Mejía zadebiutował 29 marca 2011 w meczu z reprezentacją Chin. W tym samym roku został powołany na Złoty Puchar CONCACAF.